# They Drive by Night (film, 1938)
Pour They Drive by Night, le film de Raoul Walsh, voir Une femme dangereuse (film, 1940).
Pour plus de détails, voir Fiche technique et Distribution.
They Drive by Night est un film britannique réalisé par Arthur B. Woods, sorti en 1938.

## Synopsis
Impliqué dans un assassinat, un forçat, qui vient de sortir de prison, prend la fuite grâce à un chauffeur de camion obligeant qui accepte, sans connaître la situation, de le faire monter dans son véhicule.

## Fiche technique
- Titre : They Drive by Night
- Réalisateur : Arthur B. Woods
- Scénario : James Curtis d'après son roman Poids lourd (They Drive by Night (en)), Paul Gangelin, Derek N. Twist
- Musique : Bretton Byrd
- Directeur de la photographie : Basil Emmott
- Monteur : Leslie Norman
- Producteur : Jerome Jackson
- Société de production : Warner Brothers-First National Productions
- Durée : 84 minutes
- Film en noir et blanc
- Genre : Film policier, thriller
- Dates de sortie :
  -  Royaume-Uni décembre 1938
  -  Suède 12 février 1940

## Distribution
- Emlyn Williams : Shorty Matthews
- Ernest Thesiger : Walter Hoover
- Anna Konstam : Molly O'Neill
- Allan Jeayes : Wally mason
- Anthony Holles : Murray
- Ronald Shiner : Charlie
- Yolande Terrell : Marge
- Julie Barrie : Pauline
- Kitty de Legh : Mrs. Mason
- William Hartnell : Conducteur du bus
- Simon Lack : Roy Allen
- George Merritt : Détective